# Plaça del Mercat (Palma)
La plaça del Mercat de Palma és un espai urbà que es troba en el centre de la ciutat.

## Denominació
El nom actual està documentat del segle xiv ençà, i probablement ja es deia així dels primers anys de la Conquista i en temps dels musulmans. Durant el segle xiii també rebé el nom de Santa Margalida perquè, just després de la Conquista fins al 1278, a l'actual casal de Can Berga s'hi instal·là un convent de religioses agustines de Santa Margalida. El 1930, l'any de la canonització de la beata Caterina Thomàs, l'Ajuntament imposà el nom de la santa a la plaça, la qual no recuperà el nom antic i tradicional fins al 1990.

## Història
L'espai de la plaça ocupa part de l'antic llit de la Riera. Abans de la construcció del segon recinte de murades de Madina Mayurqa, el segle xii, estava coberta per les aigües d'una cala que conformava la desembocadura del torrent Exequin o al-Wadi, noms en àrab de la Riera. Aquest tercer recinte incloïa la plaça i més enllà, quan ja s'havia dessecat la cala i s'havia convertit en el llit del torrent que continuava pel passeig del Born i desembocava a l'Hort del Rei. Ja en temps dels almoràvits s'hi realitzava el mercat principal de la ciutat.
Pren el nom, naturalment, del fet que aquí se situava el mercat de la ciutat, ja en temps dels moros. L'any 1302, per privilegi del rei Jaume II de Mallorca, s'instituí oficialment el dit mercat, que se celebrava cada dissabte fins al segle xix. Fins al 1613, quan es desvià la Riera per la part de fora de la ciutat, la major part de l'espai era ocupat pel llit del torrent, cosa que dificultava el comerç.
D'ençà de 1712 hi ha notícies sobre el tancat de bous, antigues curses de toros, en aquest espai. Durant el segle xviii i part del xix fou un lloc d'execucions públiques, ja que hi havia les forques, que abans eren al moll, a tocar amb la Llonja. A començament del segle xix s'hi sembraren arbres, de tal manera que constituïa un passeig que enllaçava la Rambla i el Born. El 1868, el mercat fou traslladat a la nova plaça Major, on se celebrava, sempre els dissabtes, fins al 1951, quan es bastí el Mercat de l'Olivar i el mercat dels dissabtes passà a l'avinguda de Gabriel Alomar.
Un cop traslladat l'antic mercat, es porten a terme diverses ordenacions de l'espai. La primera es remunta al 1903, a càrrec de l'arquitecte Gaspar Bennàzar. La urbanització va ser molt senzilla i consistia a delimitar la plaça, posar pis de formigó amb capa de ciment, afegir-hi voreres i cobrir el pis amb sorra fina, mantenint l'arbrat existent. Així l'espai començava a ser atractiu i interessant, d'acord amb la ubicació en el centre de la ciutat i la inauguració del Grand Hotel (avui CaixaForum) a la veïna plaça de Weyler.
Més important va ser la segona reforma (1911-1912), dirigida per l'arquitecte Jaume Alenyar. Es va enjardinar tot l'espai, s'hi va col·locar mobiliari urbà i és probable que el monumental ficus que avui presideix l'entorn fos plantat llavors. Així, als anys 20 la plaça ja era considerada un dels principals pulmons de la ciutat junt amb el passeig del Born i la Plaça de la Reina. El 1924 es van empedrar els carrers i el 1929 s'inaugura el monument a Antoni Maura. La darrera reforma important arribaria el 1962, amb l'eliminació dels jardins i la col·locació de l'empedrat actual, deixant solament l'arbrat de l'antic jardí.
Finalment, el 2023 l'Ajuntament de Palma va anunciar una nova reforma integral en la qual s'estudiaven actuacions com desplaçar l'estàtua d'Antoni Maura, talar el ficus que en teoria perjudicava el monument o eliminar el popular Bar Alaska. Tot plegat va ser descartat i el projecte definitiu està pendent de definir.

## Elements destacats
Atesa la llarga història i ubicació estratègica dins la ciutat, la plaça té diversos elements d'interès. En destaquen els següents:
- L'església de Sant Nicolau, del segle xiii. Aferrada als murs exteriors de l'absis i encarada cap a la plaça es troba la coneguda com Pedra de la Beata, roca sobre la qual, segons la tradició, pregava la Beata esperant ser admesa dins algun convent de la ciutat.
- Can Berga, antic palau barroc els orígens del qual es remunten al segle xiii. Des de 1963 funciona com a seu judicial.
- Can Casasayas, dos edificis plurifamiliars d'estètica modernista construïts entre 1908 i 1911, dissenyats per Francesc Roca i Simó i Guillem Reynés i Font.
- El Forn Fondo, pastisseria oberta el 1911 en la cantonada amb el carrer de la Unió.
- El ficus centenari, monumental arbre situat en el centre de la plaça i possiblement plantat durant la reforma de 1911-1912.
- El conjunt escultòric d'homenatge a Antoni Maura, obra de Marià Benlliure inaugurat el 1929.
- Can Escarrer, edifici plurifamiliar de caràcter neoplateresc, dissenyat per Gaspar Bennàzar el 1929.
- Can Ques, edifici plurifamiliar de caràcter racionalista, dissenyat per Enric Juncosa el 1932.
- El Bar Alaska, popular quiosc de refrescos i alimentació, obert el 1935.

A més, també varen existir altres llocs destacats:
- En el local comercial d'un dels edificis de Can Casasayas van existir els magatzems Bon Marché (1910), que emulaven els homònims de París. Després foren succeïts pel Bar Amèrica, des de 1925.
- En l'altre edifici de Can Casasayas estigué la Pensió Menorquina, ubicada des de 1931.
- La seu de la cooperativa d'habitatges populars El Hogar del Porvenir, durant els anys 20 i 30.
- El cinema Actualidades, ubicat als baixos de Can Ques entre 1940 i 1970.

## Galeria fotogràfica

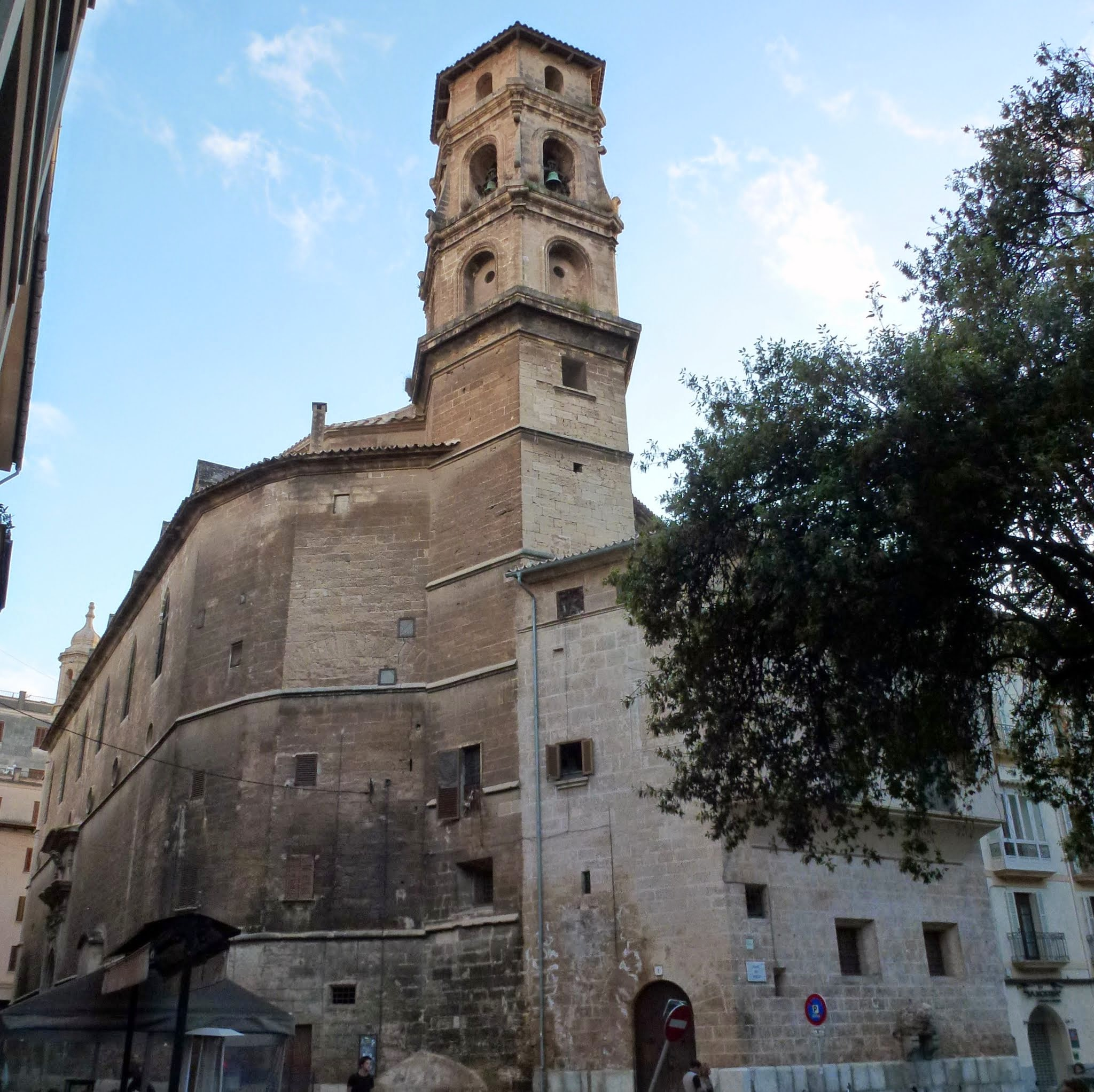
Església de Sant Nicolau
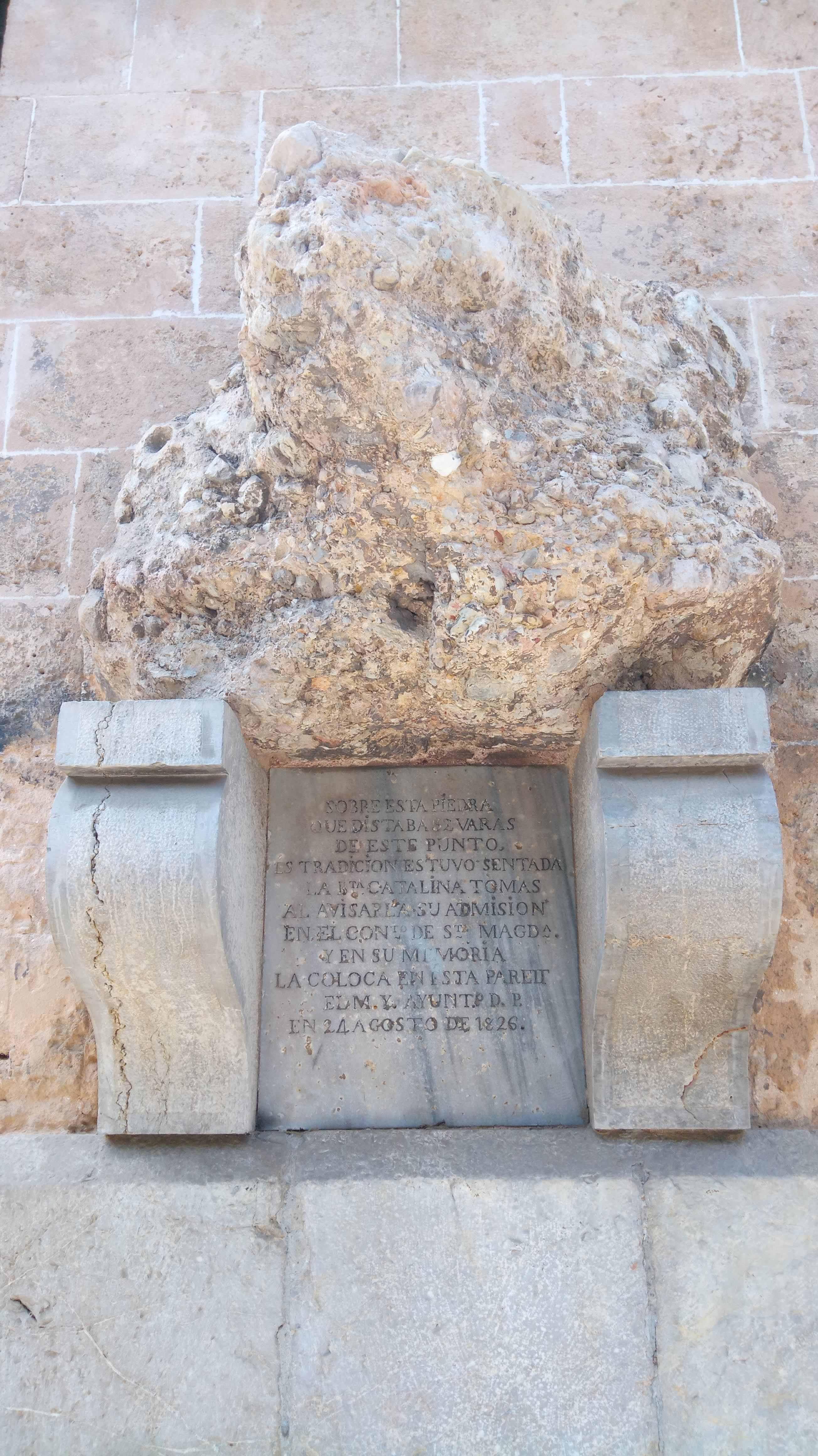
Pedra de la Beata
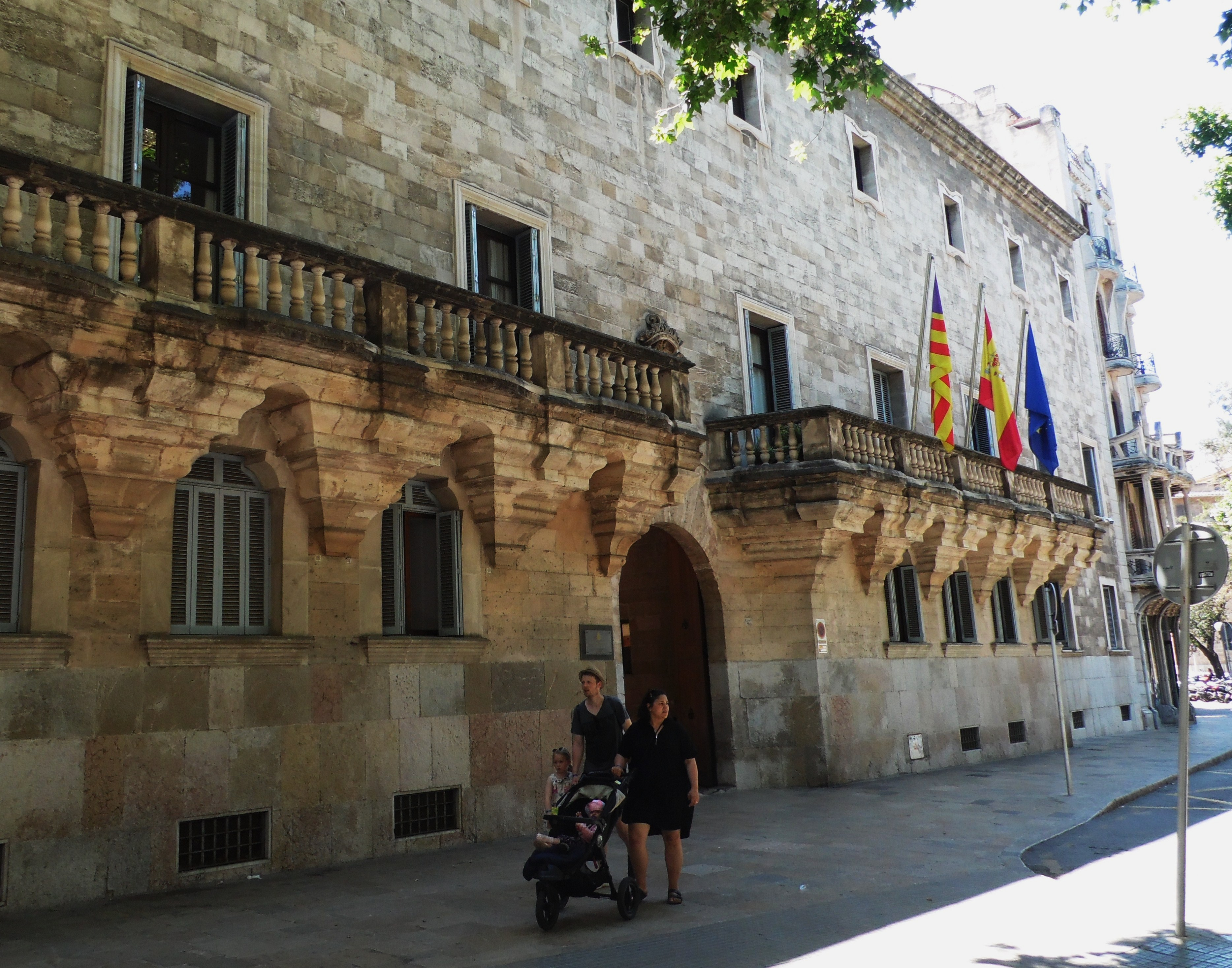
Can Berga
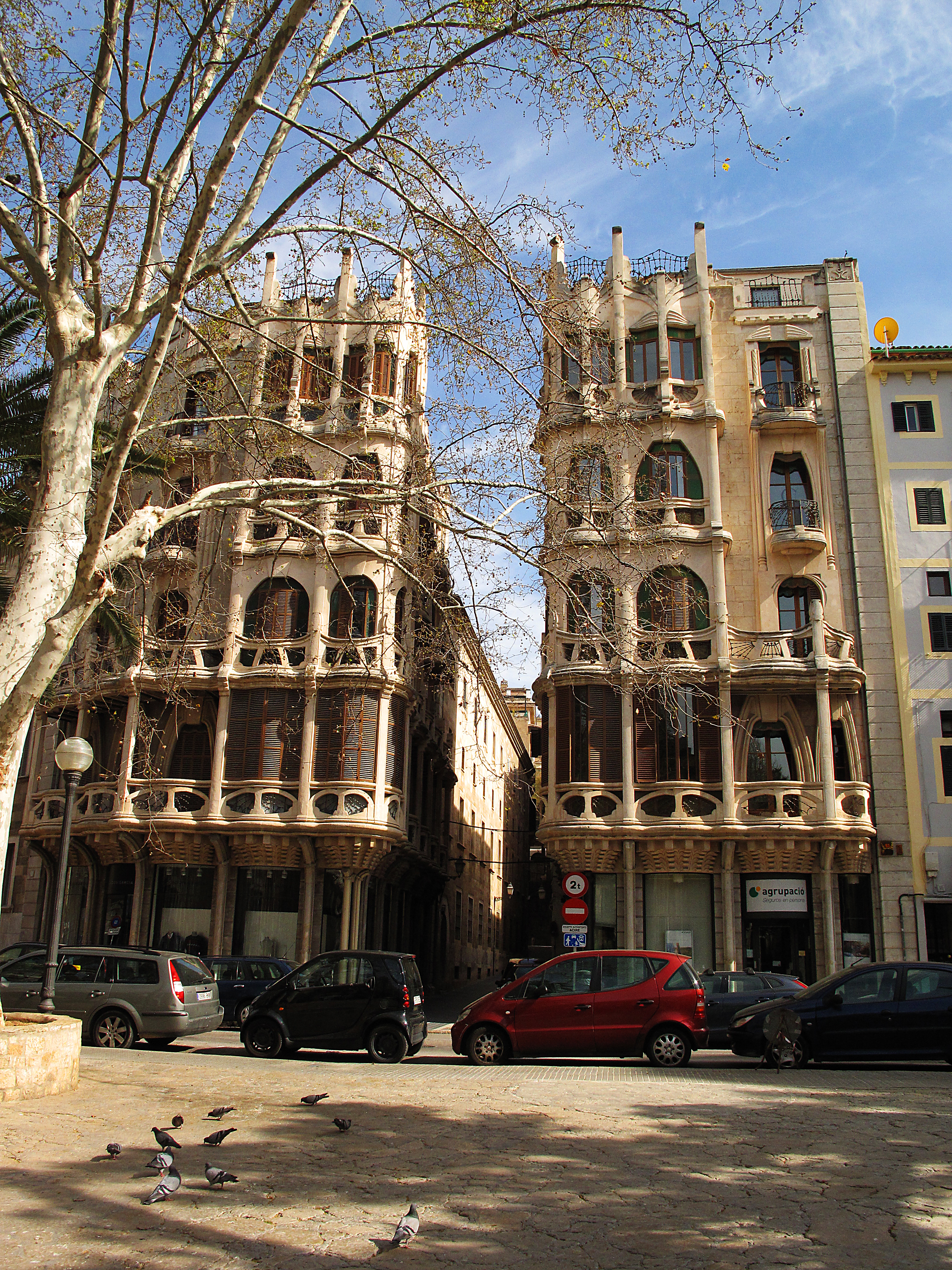
Edificis de Can Casasayas
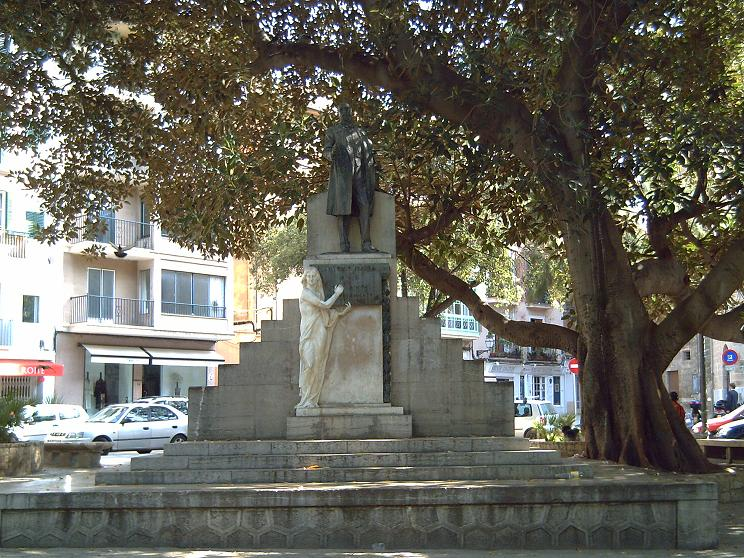
Monument a Antoni Maura
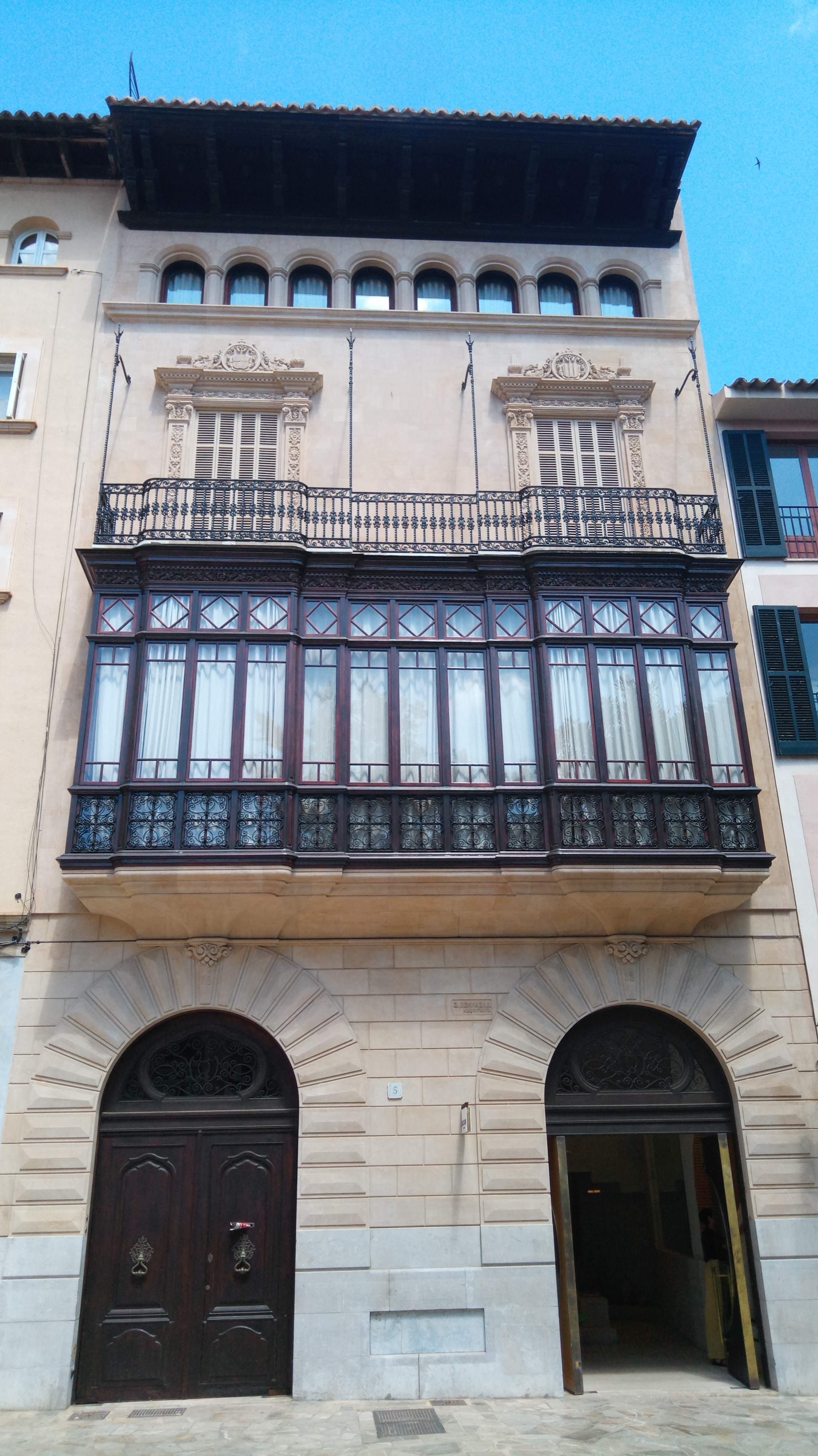
Can Escarrer
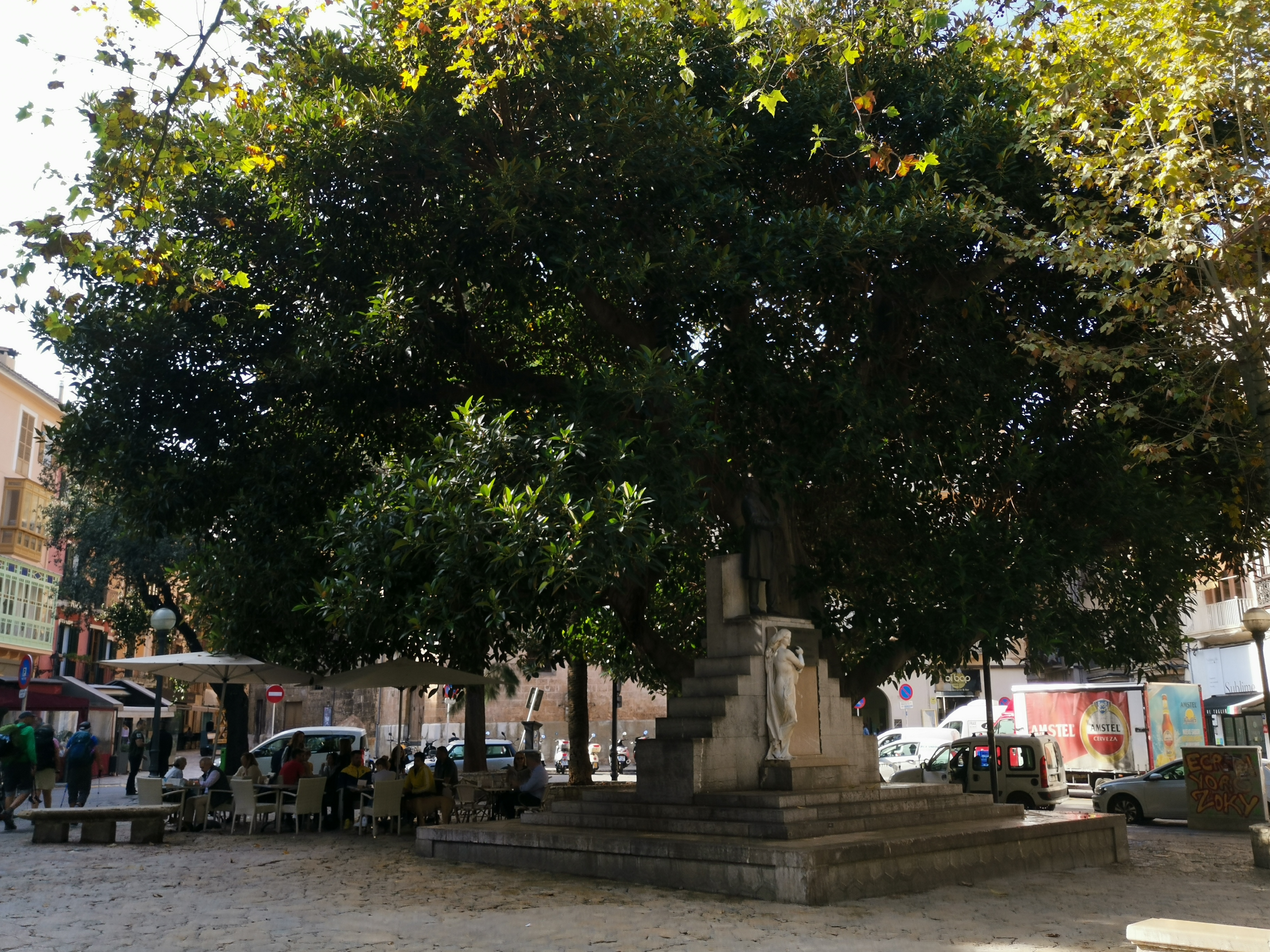
Ficus
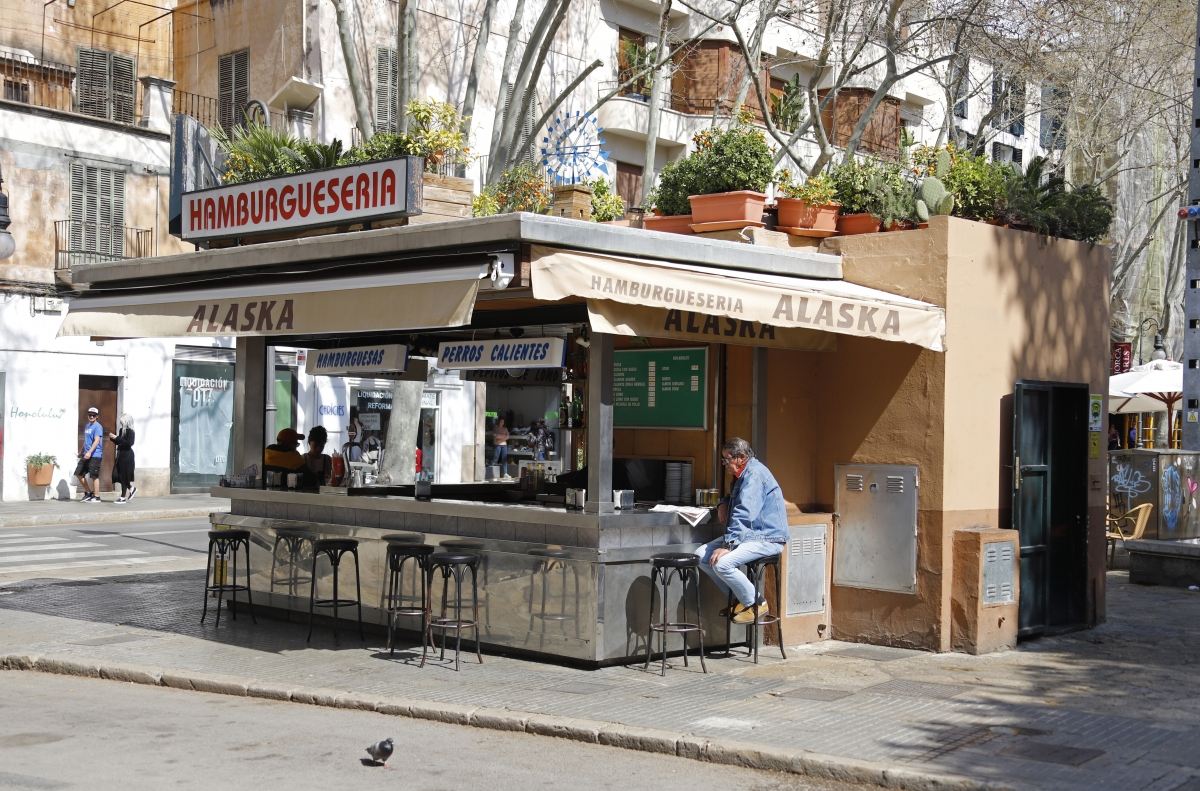
Bar Alaska
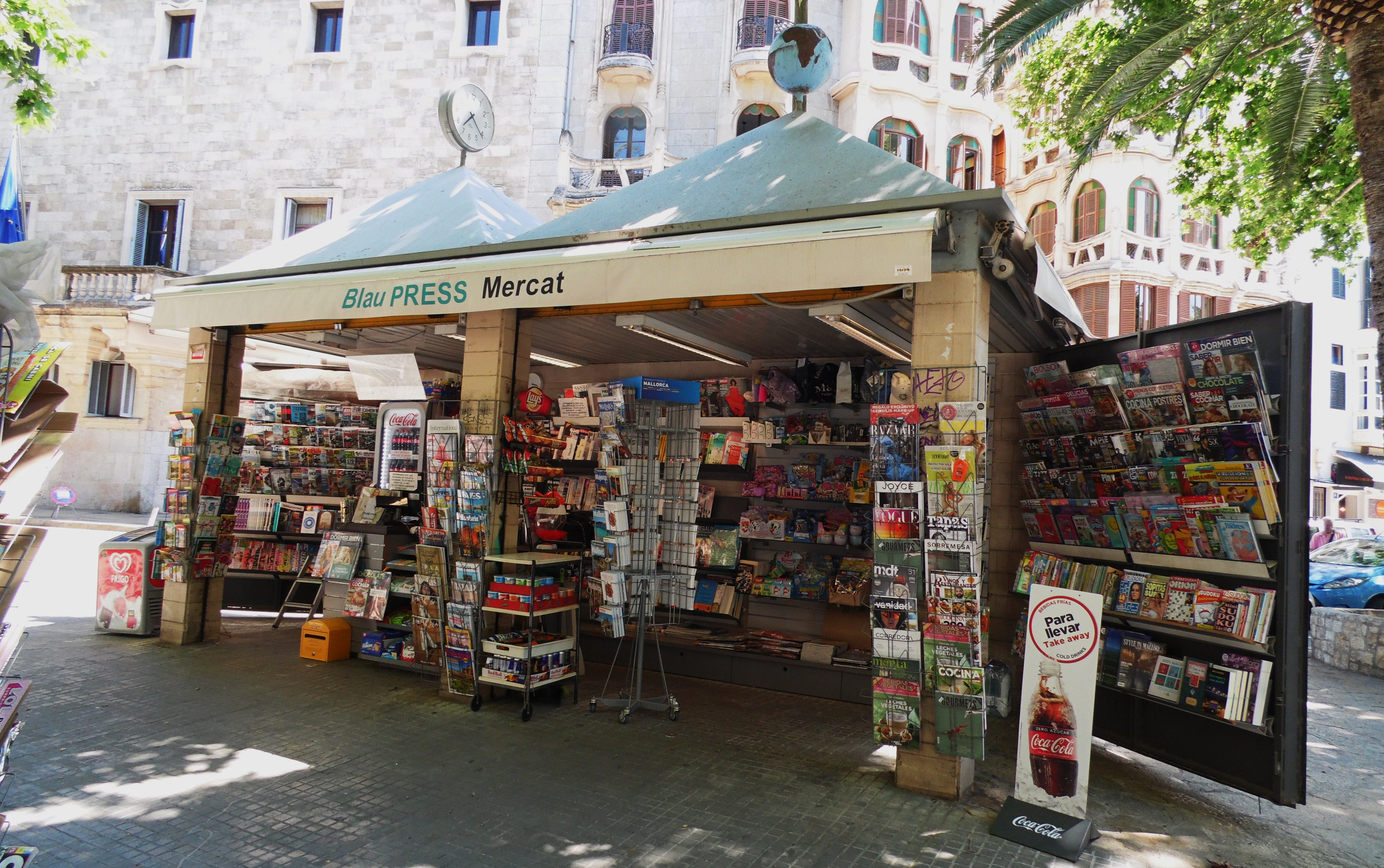
Quiosc de premsa